# Minervino di Lecce
Minervino di Lecce – miejscowość i gmina we Włoszech, w regionie Apulia, w prowincji Lecce.
Według danych na rok 2004 gminę zamieszkiwało 3945 osób, 232,1 os./km².